# Syzygium patens
Syzygium patens là một loài thực vật có hoa trong Họ Đào kim nương. Loài này được Korth. miêu tả khoa học đầu tiên năm 1848.